# Maria Teresa Cucchiari
Maria Teresa Cucchiari (1734-1801), en religion Mère Marie Thérèse de la Très Sainte Trinité, est une religieuse et éducatrice italienne, fondatrice de la congrégation des Sœurs trinitaires de Rome. Elle crée des écoles publiques gratuites pour l'éducation des filles pauvres. Son dossier de béatification est en cours, elle est servante de Dieu.

## Biographie
Maria Teresa Anna Cucchiari est née le 10 octobre 1734 à Rome. Elle est la fille de paysans d'une foi solide. Elle est formée par les Pieuses Maîtresses Filippini. Très tôt, elle est sensibilisée à la charité et rend service aux plus démunis.

### Vocation religieuse
À Rome, elle habite près de la petite église Saint-Charles-aux-Quatre-Fontaines où elle rencontre les religieux de l'Ordre des Trinitaires fondé par Jean de Matha, et s'initie à leur spiritualité. En 1760, elle entre dans le tiers ordre séculier des Trinitaires. Elle commence alors à concevoir la branche féminine de l'ordre, avec la vocation de sortir de la clôture monastique pour aller vers les plus pauvres et les marginaux pour en prendre soin et leur porter la Bonne nouvelle.

### Fondation des Sœurs trinitaires
L'habit de l'ordre trinitaire lui est remis le 8 septembre 1762, en même temps qu'à Marianna Rizzotti et à Anna Reina. Elle reçoit alors le nom de Marie Thérèse de la Très Sainte Trinité et fonde une nouvelle congrégation, avec l'approbation du pape Clément XIII, qui porte le nom de Sœurs de la Très Sainte Trinité. Elles sont reçues par le cardinal Marcantonio Colonna, vicaire général de Rome.

### Mission éducative
Le 25 septembre 1762, Marie Thérèse de la Très Sainte Trinité et ses religieuses s'installent dans les Abruzzes, dans la Marsica, à Avezzano. Elle y ouvre la première école publique féminine, à côté de la collégiale. Leur école est gratuite, elles veulent ainsi assurer l'éducation des filles les plus pauvres de la région, qui ne peuvent pas aller au monastère dominicain de Santa Caterina. C'est là, à Avezzano, qu'avec ses compagnes elle prononce les vœux d'obéissance, de chasteté, de pauvreté, et de persérance dans la diffusion du charisme rédempteur et miséricordieux de l'ordre.
La renommée de sa jeune congrégation et de l'école s'étend dans la région puis au-delà. Les sollicitations sont nombreuses pour ouvrir d'autre écoles. Les religieuses en ouvrent successivement à Cappadocia en 1765, à Sulmona en 1787, à Rome en 1787 également, à 
Lanciano en 1798. Mère Marie Thérèse s'occupe aussi de conservatoires à L'Aquila (1778) et à Sulmona (1788), et prend en charge une école déjà existante à Pescina en 1790.
Mère Marie Thérèse est morte en odeur de sainteté, le 10 juin 1801 dans le couvent d'Avezzano qu'elle a dirigé pendant près de quarante ans. Ses obsèques sont célébrées avec une forte affluence de personnes, à la collégiale de San Bartolomeo où elle est inhumée.

## Postérité

### Écoles, congrégation
Mère Marie Thérèse laisse un grand nombre d'écoles et foyers où des filles et des garçons ont pu être éduqués, notamment des enfants des rues et des orphelins. Sa congrégation des Sœurs trinitaires reçoit l'approbation pontificale en 1828, sous le nom de « Sœurs oblates de l'ordre de la Très Sainte Trinité ».

### Béatification
La procédure en vue de la béatification de mère Marie Thérèse est ouverte en 1996 par l'évêque d'Avezzano. La partie diocésaine de la procédure est close officiellement le 10 juin 2001 dans la cathédrale d'Avezzano. Elle peut donc être appelée « servante de Dieu ».

## Source
- (it) Cet article est partiellement ou en totalité issu de l’article de Wikipédia en italien intitulé « Maria Teresa Cucchiari » (voir la liste des auteurs).